# Бељевац
Бељевац је насеље у Србији у општини Младеновац у Граду Београду. Према попису из 2022. било је 125 становника.
Бељевац је заселак села Марковац код Младеновца, налази се на 60 километара од Београда према Тополи.
По предању у засеоку постоји Карађорђев бунар. Поводом 200. годишњице устанка мештани овог засеока су уредили терен око бунара, са намером да се ту подигне и мањи комплекс са објектима који су постојали за живота вождовог (кош, амбар, вајат итд).

## Историја
Становници Бељевца су дошли из околине Сјенице за време Првог српског устанка. По предању, садашњи становници Бељевца су потомци Шумадинаца који су после смрти деспота Стефана Лазаревића нашли уточиште на Дурмитору, а одатле су због освете потурица (уништили су неколико села која су се потурчила) отишли према Сјеници. За време битке за Сјеницу у Првом српском устанку помогли су Карађорђу и он их је поново довео у Шумадију.
У Првом спрком устанку преци садашњих становника Бељевца насељавају прво село Дубону, па потом Јагњило, а касније се један део насељава у Бељевцу.
У Бељевцу живе следеће фамилије: Аврамовићи, Алексићи, Ратковићи, Радомировићи, Савићи, Симићи итд.
По предању село је добило име по потоку у којем су жене белиле платно (Бељевчић).

## Демографија
У насељу Бељевац живи 126 пунолетних становника, а просечна старост становништва износи 42,5 година (44,3 код мушкараца и 41,0 код жена). У насељу има 43 домаћинства, а просечан број чланова по домаћинству је 3,72.
Ово насеље је великим делом насељено Србима (према попису из 2002. године).
|  |

| Демографија | Демографија | Демографија |
| Година      | Становника  | Становника  |
| ----------- | ----------- | ----------- |
| 1948.       | 182         |             |
| 1953.       | 191         |             |
| 1961.       | 209         |             |
| 1971.       | 220         |             |
| 1981.       | 167         |             |
| 1991.       | 177         | 175         |
| 2002.       | 160         | 165         |

| Етнички састав према попису из 2002.‍ | Етнички састав према попису из 2002.‍ | Етнички састав према попису из 2002.‍ | Етнички састав према попису из 2002.‍ | Етнички састав према попису из 2002.‍ |
| ------------------------------------ | ------------------------------------ | ------------------------------------ | ------------------------------------ | ------------------------------------ |
|                                      |                                      |                                      |                                      |                                      |
| Срби                                 | Срби                                 |                                      | 159                                  | 99,37%                               |
| непознато                            | непознато                            |                                      | 1                                    | 0,62%                                |

| Година пописа     | 1948. | 1953. | 1961. | 1971. | 1981. | 1991. | 2002. |
| ----------------- | ----- | ----- | ----- | ----- | ----- | ----- | ----- |
| Број домаћинстава | 36    | 39    | 42    | 47    | 38    | 41    | 43    |

| Број чланова      | 1 | 2 | 3 | 4 | 5 | 6 | 7 | 8 | 9 | 10 и више | Просек |
| ----------------- | - | - | - | - | - | - | - | - | - | --------- | ------ |
| Број домаћинстава | 6 | 8 | 8 | 7 | 3 | 8 | 1 | 2 | 0 | 0         | 3,72   |

| Пол    | Укупно | Неожењен/Неудата | Ожењен/Удата | Удовац/Удовица | Разведен/Разведена | Непознато |
| ------ | ------ | ---------------- | ------------ | -------------- | ------------------ | --------- |
| Мушки  | 61     | 13               | 43           | 3              | 2                  | 0         |
| Женски | 72     | 13               | 43           | 13             | 3                  | 0         |
| УКУПНО | 133    | 26               | 86           | 16             | 5                  | 0         |

| Пол    | Укупно                    | Пољопривреда, лов и шумарство | Рибарство                            | Вађење руде и камена | Прерађивачка индустрија       |
| ------ | ------------------------- | ----------------------------- | ------------------------------------ | -------------------- | ----------------------------- |
| Мушки  | 40                        | 15                            | 0                                    | 0                    | 14                            |
| Женски | 27                        | 16                            | 0                                    | 0                    | 7                             |
| УКУПНО | 67                        | 31                            | 0                                    | 0                    | 21                            |
| Пол    | Производња и снабдевање   | Грађевинарство                | Трговина                             | Хотели и ресторани   | Саобраћај, складиштење и везе |
| Мушки  | 1                         | 0                             | 1                                    | 0                    | 5                             |
| Женски | 0                         | 0                             | 1                                    | 0                    | 1                             |
| УКУПНО | 1                         | 0                             | 2                                    | 0                    | 6                             |
| Пол    | Финансијско посредовање   | Некретнине                    | Државна управа и одбрана             | Образовање           | Здравствени и социјални рад   |
| Мушки  | 0                         | 0                             | 3                                    | 0                    | 1                             |
| Женски | 0                         | 0                             | 1                                    | 0                    | 1                             |
| УКУПНО | 0                         | 0                             | 4                                    | 0                    | 2                             |
| Пол    | Остале услужне активности | Приватна домаћинства          | Екстериторијалне организације и тела | Непознато            | Непознато                     |
| Мушки  | 0                         | 0                             | 0                                    | 0                    | 0                             |
| Женски | 0                         | 0                             | 0                                    | 0                    | 0                             |
| УКУПНО | 0                         | 0                             | 0                                    | 0                    | 0                             |